# Marija Aragonska i Kastiljska
Marija Aragonska i Kastiljska, šp. Maria de Aragón y Castilla, (29. lipnja 1482. – 7. ožujka 1517.) je bila kastiljsko-aragonska infanta i portugalska kraljica kao druga supruga Manuela I.
Bila je treća preživjela kći i četvrto dijete Izabele I. Kastiljske i Ferdinanda II. Aragonskog, takozvanih "Katoličkih kraljeva".
Marijina starija sestra Izabela bila je prva supruga Manuela I. Izabela je umrla rađajući sina Miguela, koji je umro dvije godine nakon majke. Manuel je sada trebao novu suprugu i nasljednika, te su Katolički kraljevi odlučili svoju jedinu nezaručenu kći udati za njega. Brak je sklopljen 30. listopada 1500. godine i učinio je Mariju portugalskom kraljicom.
Iz braka s portugalskim kraljem rođeno je devetero ili desetero djece, od kojih su dva sina postali kraljevi Portugala, a najstarija kći carica Svetog Rimskog Carstva.
Marija je umrla s trideset i pet godina, a treća žena njenog supruga bila je Eleonora Habsburška, kćerka Marijine sestre Ivane.
Filip II. Španjolski, sin Marijine najstarije kćeri, preuzet će portugalsku krunu kao Filip I. Portugalski nakon dugotrajnih sukoba i nasljedne krize u Portugalu.